# Волшебный кристалл
«Волше́бный криста́лл» (иер. трад. 魔翡翠, кант.-рус.: Мо фэй чхёй, англ. Magic Crystal) — гонконгский комедийный приключенческий боевик 1986 года с Энди Лау и Синтией Ротрок в главных ролях, снятый Вон Чином по собственному сценарию. Фильм рассказывает об охоте представителей гонконгских властей и советского КГБ за таинственным камнем, обнаруженным в Афинах.

## Сюжет
Наёмник Энди Ло Лик, его племянник Паньпань и его помощник Пунь Цункхау отправляются в Грецию, чтобы разыскать своего пропавшего друга Сам Куаня. Трое выясняют, что за ним следили и КГБ, и интерпол после того, как тот обнаружил загадочный камень во время археологических раскопок. После череды неприятных событий троица возвращается в Гонконг с камнем, который оказывается инопланетной формой жизни. Тем временем Каров, представитель КГБ, полон решимости заполучить камень во что бы то ни стало.

## В ролях
| Актёр         | Персонаж               |
| ------------- | ---------------------- |
| Энди Лау      | Энди Ло Лик            |
| Синтия Ротрок | Синди Морган           |
| Нат Чань      | Лоу Тай                |
| Вон Чин       | Пунь Цункхау           |
| Ричард Нортон | Каров                  |
| Бинь Бинь     | Паньпань               |
| Чун Фат       | головорез босса триады |
| Сам Вай       | босс триады            |
| Сэк Кинь      | детектив Сэк           |
| Филлип Коу    | Сам Куань              |
| Макс Мок      | агент интерпола        |
| Шарла Чён     | Винни Сам              |

## Кассовые сборы
Премьера в домашнем кинопрокате состоялась 17 сентября 1986 года. За всё время показов, закончившихся 30 сентября 1986 года, итоговые кассовые сборы «Волшебного кристалла» составили 11 383 366 гонконгских долларов.

## Оценки
Позитивно оценивает «Волшебный кристалл» Борис Хохлов на своём сайте Hong Kong Cinema (7 баллов из 10 возможных), в целом воспринимая фильм как отличный образчик гонконгского боевого кино 80-х годов, вполне сравнимый с подобными картинами Джеки Чана, Юаня Бяо и Саммо Хуна. Более умеренно реагируют Билл Палмер, Карен Палмер и Рик Мейерс в книге The Encyclopedia of Martial Arts Movies — они выставляют оценку в 2,5 звезды из 4, считая фильм немного запутанным. Невысокую оценку получила картина от автора книги The Hong Kong Filmography, 1977-1997: A Reference Guide to 1,100 Films Produced by British Hong Kong Studios Джона Чарльза — 4 звезды из 10.